# 奥瑟兰里瓦雷特
奥瑟兰里瓦雷特（法語：Osserain-Rivareyte）是法国比利牛斯-大西洋省的一个市镇，位于该省中部略偏北，属于巴约讷区（Arrondissement de Bayonne）。该市镇总面积6.56平方公里，2009年时的人口为241人。

## 行政
奥瑟兰里瓦雷特属于巴斯克地区城市公共社区。

## 人口
奥瑟兰里瓦雷特人口变化图示